# March 771
Der March 771 ist ein Formel-1-Fahrzeug des britischen Rennwagenherstellers March Engineering. Er war der letzte Typ, den March in der sogenannten Drei-Liter-Ära speziell für die Formel-1-Weltmeisterschaft entwickelte. Er erschien im Laufe der Saison 1977, stand ausschließlich dem March-Werksteam zur Verfügung und wurde nur viermal eingesetzt. Der 771 war erfolglos. Er ist einer von wenigen Typen, mit denen March in der Formel 1 keine Weltmeisterschaftspunkte erzielte.

## Entstehungsgeschichte
Das 1969 in Bicester gegründete Unternehmen March Engineering verstand sich von Beginn an in erster Linie als Rennwagenhersteller. Zwar betrieb March ab 1969 jeweils Werksteams in der Formel-2-Europameisterschaft und in der Formel 1, der Schwerpunkt der Tätigkeiten lag aber auf der Entwicklung und der Produktion von Rennwagen für Kundenteams. March füllte damit eine Lücke, die durch die Betriebseinstellung von Cooper und die sukzessive Aufgabe des Kundengeschäfts durch Brabham, Lotus und McLaren entstanden war. March begann erfolgreich in der Formel 1: Die Debütsaison 1970 schloss das Unternehmen mit dem 701 als Dritter der Konstrukteursmeisterschaft ab. Im Laufe der 1970er-Jahre verlor die Formel 1 für March allerdings an Bedeutung. Das Unternehmen bevorzugte zunehmend die Formel 2, weil dort weit mehr Kundenautos abzusetzen waren als in der Formel 1. Damit korrespondierte der Umstand, dass March ab 1974 keine eigenständigen Autos mehr für die Formel 1 entwickelte. Vielmehr waren die Modelle 741 (1974), 751 (1975) und 761 (1976) jeweils bloße Varianten der zeitgenössischen Formel-2-Autos, mit denen sie unter anderem die Monocoques und die Aufhängungskonstruktionen teilten. Diese Herangehensweise erforderte viele Kompromisse, die die Konkurrenzfähigkeit beeinträchtigen und March in der Formel 1 ins Mittelfeld abfallen ließen. Die Weltmeisterschaften 1975 und 1976 beendete es auf den Plätzen 8 bzw. 7 der Konstrukteurswertung.

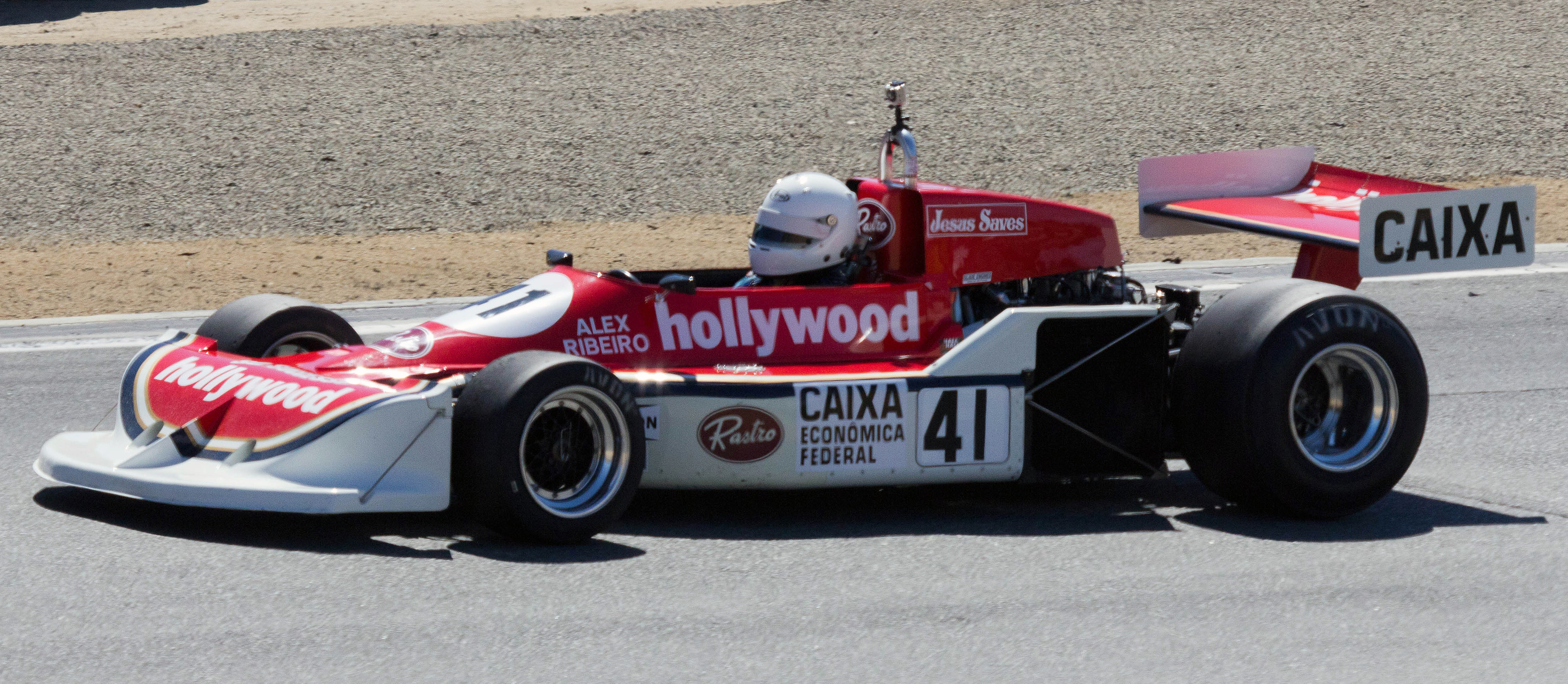
March 761B in der Lackierung von 1977

1977 war das letzte Jahr des March-Werksteams in der Formel 1. Den überwiegenden Teil der Saison bestritt es mit dem 761B, einer im Bereich der Aufhängung überarbeiteten Version des letztjährigen 761. Im Frühjahr 1977 konstruierte March außerdem den technisch weitgehend eigenständigen 771, der den 761B ablösen sollte. Anders als Marchs bisherige Formel-1-Autos war der 771 nicht von Robin Herd konstruiert, sondern von Martin Walters. Herd konzentrierte sich stattdessen auf Druck des Motorenlieferanten BMW in diesem Jahr vollständig auf die Formel 2.
Der 771 erfüllte die Erwartungen nicht. Vergleichende Testfahrten während der Saison ergaben, dass er langsamer war als der 761B. Am Ende blieb der 771 dem Werksteam vorbehalten, das ihn nur bei einzelnen Saisonrennen einsetzte und auch dann nur für einen der beiden Werksfahrer, während der zweite durchgängig mit dem 761B antrat.
Mit Ablauf der Saison 1977 zog sich March zunächst aus der Formel 1 zurück. Der 771 war damit der letzte Typ, den March Engineering für die Formel-1-Weltmeisterschaft in der sogenannten Drei-Liter-Ära konstruierte. Der 1978 vorgestellte March 781, der in Einzelheiten von dem 771 abgeleitet war, war nicht für den Einsatz in der Formel-1-Weltmeisterschaft bestimmt, sondern auf die Aurora-Serie zugeschnitten, die nur entfernte Ähnlichkeit mit der Formel 1 hatte. Die Modelle March 811 und 821 von 1981 bzw. 1982 waren für RAM Racing gebaute Fahrzeuge der Unternehmen March Grand Prix und March Engines, die keine unmittelbare Beziehung zu March Engineering hatten, auch wenn sie von der Namensähnlichkeit profitierten. Erst 1987 kehrte March Engineering wieder mit einem Werksteam und den Modellen 87P und 871 in die Formel 1 zurück.

## Konstruktion
Der March 771 hat ein Monocoque aus Aluminiumblechen. Anders als bei March seit Jahren üblich, wurde es nicht vom zeitgenössischen Formel-2-Modell übernommen, sondern war völlig neu konstruiert. Es ist schmaler als die Cockpits des 761 und des 772. Zugleich ist der 771 länger als der 761. Mit dem auf 2694 mm verlängerten Radstand und einer nach vorn verschobenen Sitzposition war es March erstmals möglich, einen der insgesamt drei Benzintanks zwischen dem Fahrer und dem Motor unterzubringen. Die beiden anderen Tanks befinden sich seitlich neben dem Fahrer. Außerdem ist der 771 leichter als der 761, dessen Gewicht etwa 50 kg über dem Minimum lag. Schließlich hatte March auch die Federung und die Dämpfung neu konstruiert. Anders als bei den vorangegangenen Rennwagen von March, waren die Wasserkühler in der Fahrzeugnase positioniert.
Als Antrieb dient ein in Mittellage eingebauter Achtzylinder-V-Motor von Cosworth mit 3,0 Liter Hubraum (Typ DFV), das handgeschaltete Fünfganggetriebe kam von Hewland. Die Reifen kamen von Goodyear. Die meisten Dokumentationen führen die schwachen Leistungen des March 771 darauf zurück, dass das Auto nicht mit diesen Reifen harmonierte.

## Produktion
March baute im Laufe des Jahres 1977 zwei Exemplare des 771. Der 771/1 war der Prototyp. Der später aufgebaute und in Details veränderte 771/2 sollte das erste Serienmodell sein. Er kam bis zum Spätsommer 1977 bei drei Weltmeisterschaftsläufen zum Einsatz, bis er beim Großen Preis der USA (Ost) irreparabel zerstört wurde. Danach wurde er durch den 771/1 ersetzt, der nur einmal an den Start ging. Der 771/1 existiert noch, während der 771/2 nicht mehr aufgebaut wurde.

## Renneinsätze

### Formel-1-Weltmeisterschaft
Der 771 wurde nur vom March-Werksteam eingesetzt. Lediglich der als stärker eingeschätzte Werksfahrer Ian Scheckter erhielt den 771, während Alex-Dias Ribeiro, der zweite Fahrer im Werksteam, die komplette Saison mit dem 761 bzw. 761B bestritt.
Nachdem Bruno Giacomelli im Frühjahr 1977 die ersten Testfahrten mit dem March 771 durchgeführt hatte, wurde der Wagen erstmals zum Großen Preis von Belgien in Zolder gemeldet. Scheckter fuhr ihn nur im freien Training, nicht dagegen im Qualifying und auch nicht im Rennen selbst; beides bestritt er mit dem 761B. In den folgenden Wochen arbeitete March weiter am 771. Vor dem Großen Preis von Frankreich unternahm das Werksteam eine private Testfahrt mit dem 771, der dort im direkten Vergleich langsamer war als der 761B. Bis zum Großen Preis von Österreich meldete March für beide Fahrer weiterhin den 761B.
Ein komplettes Rennwochenende bestritt der 771 erstmals im August beim Großen Preis der Niederlande. Gemeldet wurde das neu aufgebaute Chassis 771/2. Sein Einsatz war notwendig geworden, weil Scheckter beim vorangegangenen Rennen in Österreich seinen bis dahin eingesetzten 761B bei einem Unfall zerstört hatte. Im Qualifikationstraining von Zandvoort war Scheckter im 771 erstmals in der Saison langsamer als sein Teamkollege im alten 761B; beide trennten drei Hundertstelsekunden. Im Rennen kam Scheckter allerdings vor Dias Ribeiro ins Ziel. Er wurde Zehnter mit zwei Runden Rückstand, während sein Teamkollege das Rennen mit drei Runden Rückstand auf Platz 11 beendete. Beim anschließenden Rennen in Italien qualifizierte sich Scheckter im 771/2 für Startplatz 17, während Dias Ribeiro die Qualifikation verpasste. Im Rennen fiel Scheckter nach einem Motorschaden aus. Drei Wochen später startete Scheckter in Watkins Glen mit dem 771/2 von Platz 21. Im Rennen kam er von der Strecke ab, kollidierte mit den Leitplanken und beschädigte das Auto so erheblich, dass es nicht wieder aufgebaut werden konnte. Für das anschließende Rennen in Kanada ließ March deshalb für Scheckter den 771/1 aus Großbritannien einfliegen. In Mosport erzielte Scheckter mit Startplatz 18 das zweitbeste Qualifikationsergebnis des 771. Im Rennen fiel er nach 29 Runden erneut nach einem Motorschaden aus. Das war das letzte Formel-1-Rennen des March 771. Zwar meldete March den 771 für den Saisonabschluss in Japan erneut für Scheckter. Weil der Südafrikaner aber wegen Problemen mit seinem Visum nicht nach Japan einreisen durfte, konnte er weder am Training noch am Rennen teilnehmen.

### Bergrennen
Anfang 1979 kaufte der britische Rennfahrer Roy Lane den March 771/1. Er setzte das Auto in der Saison 1979 in der Britischen Bergmeisterschaft ein, in der er einen Sieg (beim Saisonauftakt in Wiscombe Park) und mehrere zweite Plätze erzielte. Lane schloss die Meisterschaft auf Rang vier ab.

## Rennergebnisse
| Fahrer               | Nr.                  | 1 | 2 | 3 | 4 | 5 | 6 | 7  | 8 | 9 | 10 | 11 | 12 | 13 | 14  | 15  | 16  | 17  | Punkte | Rang |
| -------------------- | -------------------- | - | - | - | - | - | - | -- | - | - | -- | -- | -- | -- | --- | --- | --- | --- | ------ | ---- |
| Formel-1-Saison 1977 | Formel-1-Saison 1977 |   |   |   |   |   |   |    |   |   |    |    |    |    |     |     |     |     | 0      | –    |
| Ian Scheckter        | 10                   |   |   |   |   |   |   | PO |   |   |    |    |    | 10 | DNF | DNF | DNF | DNP | 0      | –    |

| Legende  | Legende            | Legende                                                          |
| Farbe    | Abkürzung          | Bedeutung                                                        |
| -------- | ------------------ | ---------------------------------------------------------------- |
| Gold     | –                  | Sieg                                                             |
| Silber   | –                  | 2. Platz                                                         |
| Bronze   | –                  | 3. Platz                                                         |
| Grün     | –                  | Platzierung in den Punkten                                       |
| Blau     | –                  | Klassifiziert außerhalb der Punkteränge                          |
| Violett  | DNF                | Rennen nicht beendet (did not finish)                            |
| Violett  | NC                 | nicht klassifiziert (not classified)                             |
| Rot      | DNQ                | nicht qualifiziert (did not qualify)                             |
| Rot      | DNPQ               | in Vorqualifikation gescheitert (did not pre-qualify)            |
| Schwarz  | DSQ                | disqualifiziert (disqualified)                                   |
| Weiß     | DNS                | nicht am Start (did not start)                                   |
| Weiß     | WD                 | zurückgezogen (withdrawn)                                        |
| Hellblau | PO                 | nur am Training teilgenommen (practiced only)                    |
| Hellblau | TD                 | Freitags-Testfahrer (test driver)                                |
| ohne     | DNP                | nicht am Training teilgenommen (did not practice)                |
| ohne     | INJ                | verletzt oder krank (injured)                                    |
| ohne     | EX                 | ausgeschlossen (excluded)                                        |
| ohne     | DNA                | nicht erschienen (did not arrive)                                |
| ohne     | C                  | Rennen abgesagt (cancelled)                                      |
| ohne     | keine WM-Teilnahme |                                                                  |
| sonstige | P/fett             | Pole-Position                                                    |
| sonstige | 1/2/3/4/5/6/7/8    | Punktplatzierung im Sprint-/Qualifikationsrennen                 |
| sonstige | SR/kursiv          | Schnellste Rennrunde                                             |
| sonstige | *                  | nicht im Ziel, aufgrund der zurückgelegten Distanz aber gewertet |
| sonstige | ()                 | Streichresultate                                                 |
| sonstige | unterstrichen      | Führender in der Gesamtwertung                                   |